# Трестія (Вранча)
Трестія (рум. Trestia) — село у повіті Вранча в Румунії. Входить до складу комуни Думітрешть.
Село розташоване на відстані 143 км на північний схід від Бухареста, 27 км на захід від Фокшан, 93 км на захід від Галаца, 97 км на схід від Брашова.

## Населення
За даними перепису населення 2002 року у селі проживали 216 осіб, усі — румуни. Усі жителі села рідною мовою назвали румунську.